# 六横镇
六横镇是中华人民共和国浙江省舟山市普陀区下辖的一个镇。最南端的一个海岛镇。以主岛六横岛为名。

## 地理
六横镇总面积113.04平方公里，包括主岛六横岛及附近的佛渡岛、元山岛、凉潭岛等。西隔佛渡水道与宁波市北仑区相望，东南为磨盘洋

## 人口
人口主要位于主岛六横岛上。根据第五次人口普查，当时六横地区各乡镇的人口分别为峧头镇23833人，台门镇23527人，双塘乡9096人，佛渡乡2095人，合计58551人。2005年底六横镇（包括原峧头镇、台门镇、双塘乡）人口5.65万，佛渡乡人口0.21万，合计5,86万。

## 沿革
- 1992年，六横区撤消，原六横区所属龙山乡、五星乡并入峧头镇，平峧乡、小湖乡、元山乡并入台门镇。
- 2001年，峧头镇、台门镇、双塘乡建制合并，设立六横镇。
- 2007年10月，佛渡乡建制撤消，其行政区域划归六横镇管辖。

## 行政
现六横镇镇政府驻西安路54号原峧头镇政府驻地，并与六横岛全国海岛资源综合开发试验区管理委员会合署办公。为舟山市3个享受副县级待遇的乡镇之一（另两个为衢山镇和金塘镇）。
下设包括9个渔农村新型社区和45个行政村。其中9个渔农村新型社区基本和1992年前的9个小乡范围相同。
- 峧头社区（峧头居委、峧头村、荷花村、邵家村、大岙村、石柱头村、东升村、坦岙村），位于六横岛；
- 龙山社区（龙山中心村、棕榈湾村、大脉坑村、蟑螂山村），位于六横岛；
- 五星社区（山西村、嵩山村、积峙村、五星村、里岙村、万金村、长涂村、小郭巨村、涨起港村），位于六横岛；
- 双塘社区（双塘中心村、青联中心村、滚龙岙村、岑山村、夏家村、仰天村），位于六横岛；
- 平峧社区（平峧中心村、梅峙村），位于六横岛；
- 台门社区（台门居委、台门中心村、高峰村、礁潭中心村、田岙中心村），位于六横岛；
- 小湖社区（小湖村、横安村、杜庄村、苍洞中心村），位于六横岛；
- 佛渡岛社区（川江村、佛东村、鸡爪村、永胜村、石门村、捕南村、沙岙村），位于佛渡岛；
- 悬山社区（悬山中心村、凉潭村），包括元山岛、凉潭岛

## 对外交通
- 峧头大岙码头有客轮到达沈家门、定海，航程约75分钟；
- 台门、峧头分别有高速客轮到达沈家门、定海，航程约40分钟；
- 沙岙码头有轮渡到达宁波的郭巨码头（1989年开通此航路），航程约30分钟。